# The Beginning Massive Stadium Tour
The Massive Stadium Tour (más conocido como The Beginning Massive Stadium Tour) fue una serie de conciertos realizados por la banda Black Eyed Peas integrada por Apl.de.ap, will.i.am, Fergie y Taboo, para presentar y promocionar su nuevo álbum de estudio The Beginning, el cual fue lanzado en noviembre de 2010.
Tras haber realizado conciertos en estadios en la región de América del Sur como parte de su gira The E.N.D. World Tour, la banda decidió realizar una serie de shows en diferentes estadios del mundo.

## Información
The Beginning Massive Stadium World Tour es el quinto tour de los Black Eyed Peas iniciado en Francia
el pasado 22 de junio del 2011. Después de sus 3 fechas en aquel país seguirán su gira en Europa por Alemania, Inglaterra, Bélgica y España respectivamente, para luego internacionalizar el tour y continuar la gira por los demás continentes.
Black Eyed Peas ya estando en Francia anunciaron el videojuego: The Black Eyed Peas: Experience que estará para plataformas como Wii, Xbox 360, etc. Resulta ser un juego de baile que recopila las canciones del grupo, en donde los integrantes del grupo (animados)
bailan y cantan al ritmo de la música. La gira de The Beginning Massive Stadium Tour estaba prevista para iniciar luego de su presentación en el entretiempo del SuperBowl XLV. Pero por problemas que no ha dicho la banda, su gira comenzó en junio de 2011.
Después de Europa, la gira se centró en Estados Unidos, con una serie de conciertos en el período de Julio - Septiembre de 2011, en las ciudades de Virginia, Columbia, Minot, Las Vegas y Nueva York, este último un concierto benéfico.  Luego, los Black Eyed Peas irían a Filipinas, para dar un espectáculo en Manila, donde será su única fechas en Asia
Seguirán por Sudamérica en el mes de noviembre, visitando a Asunción en Paraguay y Paulínia en Brasil. El último concierto confirmado es el de Miami, el 23 de noviembre de 2011.
El Tour fue muy corto y suave en 2011, con tan solos 19 shows confirmados. Este tour fue especializado en crear más publicidad al último Cd sacado por Black Eyed Peas, The Beginning

## Lista de canciones
1. "Rock That Body"
2. "Meet Me Halfway"
3. "Just Can't Get Enough"
4. "The Best One Yet (The Boy)"
5. "Don't Phunk with My Heart"
6. "My Humps" (snippet)
7. "Shut Up"
8. "Don't Stop the Party"
9. "Imma Be"
10. "Joints & Jam"
11. "Bebot" (Apl.de.ap en Solitario)
12. "Glamorous" (Fergie en Solitario)
13. "Big Girls Don't Cry" (Fergie en Solitario)
14. [DJ Set] (Wll.I.Am en Solitario)
15. "Let's Get It Started"
16. "Pump It"
17. "Light Up the Night"
18. "Where Is the Love?"

Cierre
1. "Boom Boom Pow"
2. "The Time (Dirty Bit)"
3. "I Gotta Feeling"

Source:

## Teloneros
- David Guetta - España, Francia
- Stromae - Francia
- Natalia Kills - Francia
- Diva - Paraguay

## Fechas
| Día                        | Ciudad         | País           | Lugar de Presentación           |
| Europa                     | Europa         | Europa         | Europa                          |
| -------------------------- | -------------- | -------------- | ------------------------------- |
| 22 de junio de 2011        | París          | Francia        | Stade de France                 |
| 24 de junio de 2011        | París          | Francia        | Stade de France                 |
| 25 de junio de 2011        | París          | Francia        | Stade de France                 |
| 28 de junio de 2011        | Düsseldorf     | Alemania       | Esprit Arena                    |
| 1 de julio de 2011         | London         | Inglaterra     | Hyde Park                       |
| 3 de julio de 2011         | Werchter       | Bélgica        | Rock Werchter                   |
| 6 de julio de 2011         | Alton          | Inglaterra     | Alton Towers Resort             |
| 8 de julio de 2011         | Kildare        | Irlanda        | Punchestown Racecourse          |
| 14 de julio de 2011        | Madrid         | España         | Estadio Vicente Calderón        |
| América del Norte: Parte 1 |                |                |                                 |
| 29 de julio de 2011        | Virginia       | Estados Unidos | Greenbrier Classic              |
| 30 de julio de 2011        | Columbia       | Estados Unidos | Merriweather Post Pavilion      |
| 3 de septiembre de 2011    | Minot          | Estados Unidos | North Dakota State Fair         |
| 23 de septiembre de 2011   | Las Vegas      | Estados Unidos | MGM Grand Las Vegas             |
| 30 de septiembre de 2011   | Nueva York     | Estados Unidos | Central Park                    |
| Asia                       |                |                |                                 |
| 25 de octubre de 2011      | Manila         | Filipinas      | SM Mall of Asia Concert Grounds |
| América del Sur            |                |                |                                 |
| 12 de noviembre de 2011    | Paulínia       | Brasil         | SWU Music & Arts                |
| 15 de noviembre de 2011    | Asunción       | Paraguay       | Jockey Club Paraguayo           |
| 16 de noviembre de 2011    | Caracas        | Venezuela      | Poliedro de Caracas             |
| 18 de noviembre de 2011    | Buenos Aires   | Argentina      | Estadio River Plate             |
| 20 de noviembre de 2011    | Río de Janeiro | Brasil         | Estadio Maracanã                |
| 21 de noviembre de 2011    | Maracaibo      | Venezuela      | Estadio Pachencho Romero        |
| América del Norte: Parte 2 |                |                |                                 |
| 23 de noviembre de 2011    | Miami          | Estados Unidos | Sun Life Stadium                |
| 24 de noviembre de 2011    | México D.F.    | México         | Palacio de los Deportes         |